# 大唇裸光蓋麗魚
大唇裸光蓋麗魚，為輻鰭魚綱鱸形目隆頭魚亞目慈鯛科的其中一種，分布於南美洲巴西及烏拉圭的Laguna dos Patos與 Lagoa Mirim流域，體長可達12公分，棲息在溪流中底層水域，生活習性不明。

## 擴展閱讀
維基物種上的相關：大唇裸光蓋麗魚